# Кальдерон, Фелипе
Фелипе де Хесус Кальдерон Инохоса (исп. Felipe de Jesús Calderón Hinojosa; род. 18 августа 1962, Морелия, Мексика) — президент Мексики с 2006 по 2012 год, избранный от правоцентристской Партии национального действия (ПНД).

## Биография
Отец Фелипе Кальдерона, Луис Кальдерон Вега, является известным в Мексике политическим деятелем, который стоял у истоков ПНД. Фелипе изучал юриспруденцию и экономику в Мехико, а в 2000 году окончил аспирантуру в Институте управления им. Джона Ф. Кеннеди при Гарвардском университете по специальности «государственное управление».
В 1996—1999 годах Кальдерон был председателем ПНД, во время президентства Эрнесто Седильо добился проведения важных реформ в избирательном законодательстве. С 2000 года — директор национального банка развития «Банобраз», затем министр энергетики в правительстве Висенте Фокса (с 2003 года и до мая 2004 года).
В 2005 году Кальдерон был выдвинут от ПНД кандидатом в президенты Мексики. В начале президентской кампании опросы общественного мнения показывали существенное отставание Кальдерона от Андреса Мануэля Лопеса Обрадора, представителя Партии демократической революции, однако в дальнейшем его популярность резко возросла. Кальдерон выиграл выборы, опередив соперника всего на 0,58 %, что вызвало протесты со стороны проигравшей стороны. Лопес Обрадор оспорил итоги выборов, его сторонники в знак протеста на несколько месяцев перекрыли центр Мехико.
В 2006 году Кальдерон объявил войну мексиканским наркокартелям.